# Родин, Михаил Павлович
Михаи́л Па́влович Родин (28 ноября 1927, Москва — 21 августа 1991, Москва) — советский футболист, полузащитник.

## Биография
Начал заниматься футболом в молодёжном составе московской команды «Трудовые резервы». В 1946 году подписал контракт со столичным ЦДКА, но сыграть за команду так и не смог, поэтому на три года перешёл в МВО.
В 1948 году он вернулся в ЦДКА, а в следующем году закрепился в основном составе и попал в список 33 лучших футболистов сезона в СССР. Однако в следующие три года снова перестал попадать в основу.
В 1952 году вернулся в МВО, который тогда представлял город Калинин. После неудачной попытки закрепиться в «Локомотиве» Родин провёл полноценный сезон за «Торпедо Горький». Затем провёл два сезона в ленинградском «Зените», после чего перешёл в «Локомотив» Саратов, а в следующем сезоне завершил карьеру, будучи игроком другого саратовского клуба — «Авангард».